# Фінонченко Андрій Юрійович
Андрій Юрійович Фінонченко (каз. Андрей Финонченко, нар. 21 червня 1982, Караганда) — колишній казахський футболіст, нападник. Після завершення ігрової кар'єри — спортивний директор клубу «Шахтар» (Караганда).
Насамперед відомий виступами за клуб «Шахтар» (Караганда), а також національну збірну Казахстану.

## Клубна кар'єра
У дорослому футболі дебютував 2001 року виступами за команду клубу «Шахтар» (Караганда), кольори якої захищав до 2016 року.

## Виступи за збірну
У 2003 році дебютував в офіційних матчах у складі національної збірної Казахстану. Наразі провів у формі головної команди країни 16 матчів, забивши 3 голи.

## Досягнення
- Чемпіон Казахстану (2):

«Шахтар»: 2011, 2012
- Володар Суперкубка Казахстану (1):

«Шахтар»: 2013
- Володар Кубка Казахстану (1):

«Шахтар»: 2013
- Найкращий бомбардир Чемпіонату Казахстану (1):

«Шахтар»: 2003